# Cicle del cacau

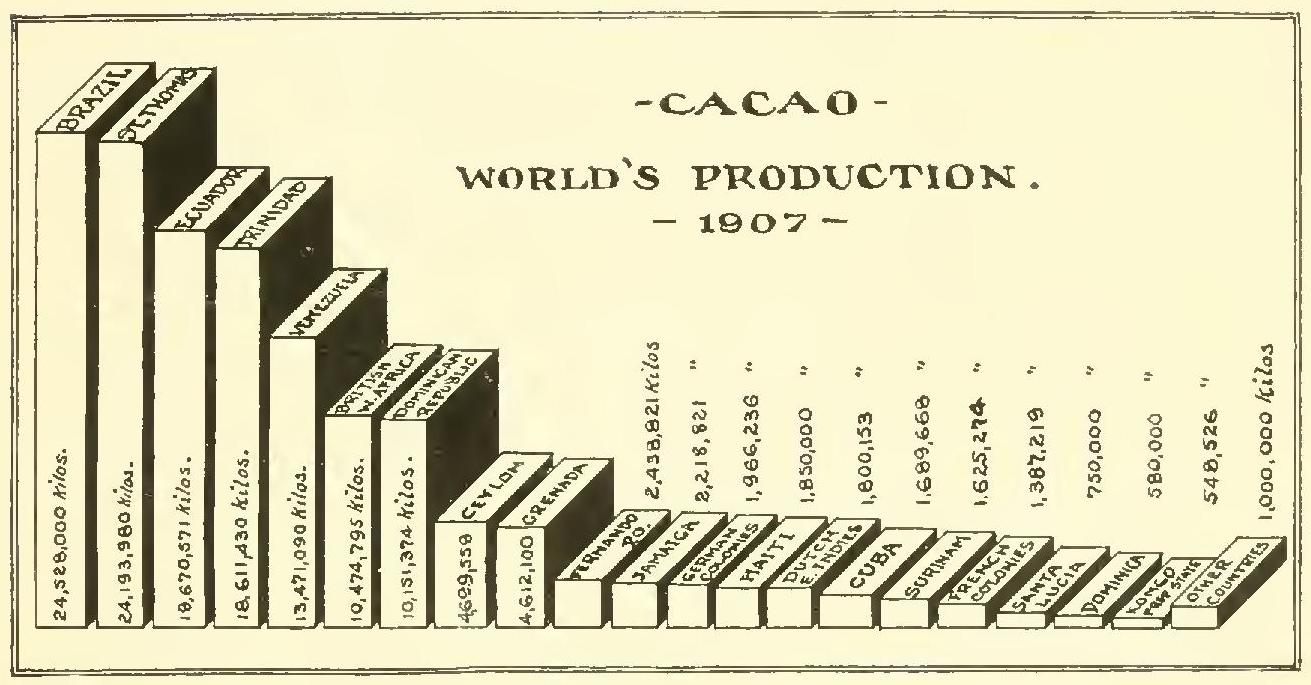
Producció mundial de cacau, 1907.

El cicle del cacau va ser un període de la història econòmica del Brasil en què el país es va mantenir entre la primera i la segona posició en la producció mundial de cacau.
El primer cicle del cacau es va produir simultàniament al cicle del cautxú, que va portar riquesa a la regió amazònica. No obstant això, mentre que el Brasil era el productor més gran i gairebé exclusiu de cautxú, el cacau es conreava a moltes altres parts del món. Aquestes regions produïen cacau en quantitats similars. Mentre va durar aquest equilibri, Bahia va poder gaudir d'un període de prosperitat. Però aquest equilibri el van trencar els britànics, que van instal·lar enormes plantacions a la Costa d'Or, a l'Àfrica. A poc a poc, aquesta producció va acaparar el mercat mundial, debilitant el cicle del cacau a Bahia i portant-lo a una forta davallada.
Els programes governamentals posteriors van fer créixer de nou la producció, generant un segon cicle exportador, però altres crisis van provocar una nova davallada.
El 2021 el país va ser el setè productor mundial, amb unes 260 mil tones anuals. Tematitzat per Jorge Amado, Adonias Filho i molts altres escriptors, el cicle del cacau va crear una tradició rica i persistent en l'imaginari cultural regionalista i va consolidar un lloc en la literatura brasilera.

## Història

### Antecedents

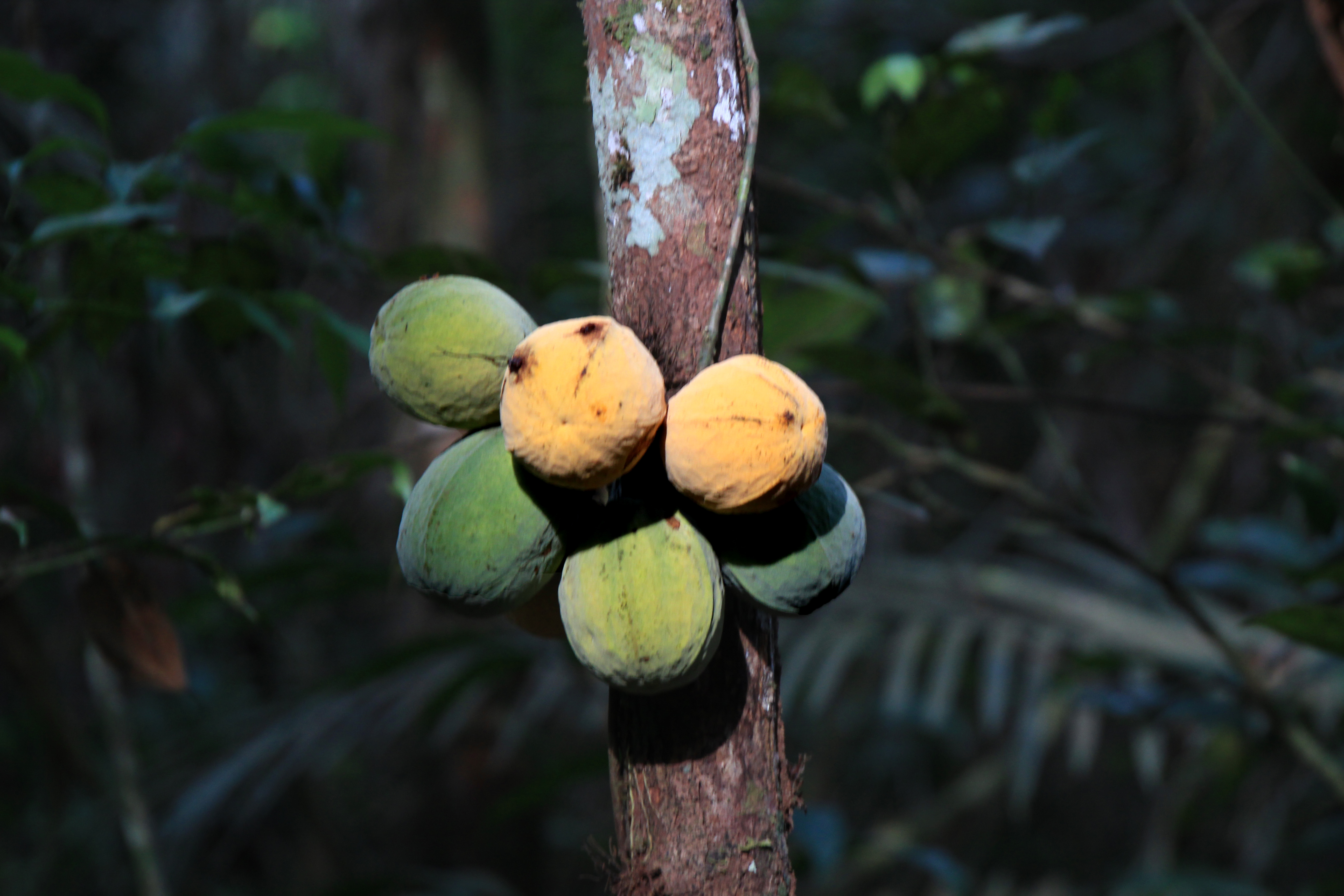
Cacau salvatge en el Bosc Nacional de Tapajós

El cacau prové de la conca hidrogràfica del riu Amazones.
L'any 1641 el jesuïta Cristóbal Acuña va observar, referint-se a la fusta, el cacau, el tabac i la canya de sucre: 
| « | Hi ha quatre coses en aquest gran riu de l'Amazones que, ben conreades, sens dubte seran suficients per enriquir no només un, sinó molts regnes. | » |

I parlant concretament del cacau, va dir que
| « | Beneficiat, es torna tan rendible, que cada cacauer pot donar, anualment, vuit reals de plata, sense cap mena de despesa. A més, es pot veure que es pot conrear aquestes plantes en aquest riu amb poca feina, perquè, sense cap artifici, només la natura els omple de fruita abundant. | » |

El 1681 el govern portuguès va eximir d'impostos les exportacions, però a principis del segle xviii es van convertir en dominants en l'economia regional. El cacau va ser la primera activitat de gran importància econòmica a l'Amazònia, i la seva producció es va mantenir alta fins que va ser suplantada per Bahia. Tanmateix, en aquesta època es tractava essencialment d'una activitat extractiva, recol·lectant cacau en estat salvatge, i no d'un sistema organitzat de plantacions. L'any 1655 apareix la primera referència sobre la presència de cacau al sud de Bahia.
L'any 1746, un colon francès que vivia a Pará, Luiz Frederico Warneau, va enviar unes llavors de la varietat «Forastero» (del grup Amelonado) al pagès bahià Antônio Dias Ribeiro, qui les va sembrar al municipi de Canavieiras. L'any 1752 es van plantar les primeres llavors a Ilhéus. Allà es va adaptar al clima càlid i humit, semblant al del seu hàbitat natural, trobant l'ombra que li ofereixen els arbres més alts de la Mata Atlàntica per sobreviure.
Llavors es va imaginar el cacau com una alternativa per generar ingressos d'exportació en un moment en què la plantació de canya de sucre estava en crisi, però encara no hi havia coneixements tècnics per afavorir la producció de manera eficient. La plantació comercial del cacau va començar a la dècada del 1830 i es va desenvolupar al llarg del segle xix, convertint-se en un factor de desenvolupament econòmic en una regió encara poc dinàmica.

### El primer cicle del cacau

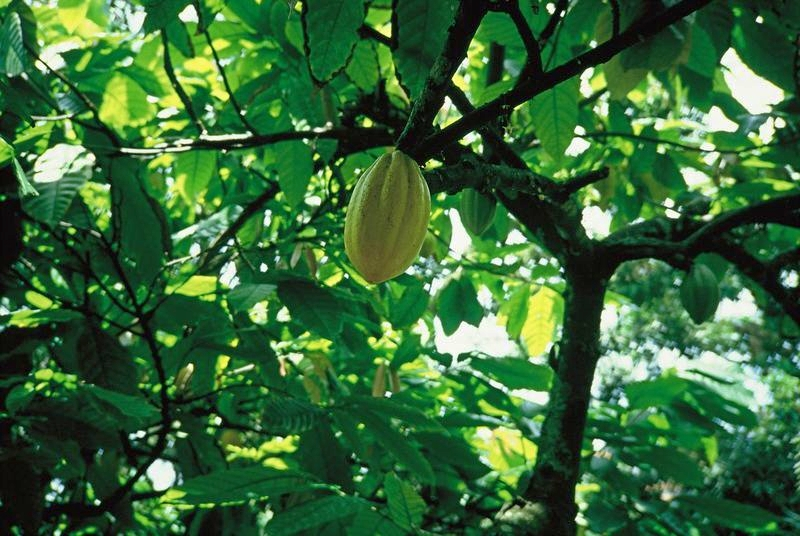
Plantació de cacau en Ilhéus

Bahia va romandre en una posició secundària amb relació a altres regions productores fins a la dècada del 1890, quan va començar a prevaldre, produint més de 3.500 tones. A partir d'aquesta data, Brasil va guanyar protagonisme al mercat mundial i va iniciar efectivament el primer gran cicle d'exportació. L'any 1895 el sud de Bahia ja exportava 112 mil sacs. En ser exportat als Estats Units d'Amèrica i Europa, es va convertir en el principal producte de la base econòmica i exportadora del sud de Bahia.
Brasil va ser el major productor mundial des de 1901 fins a mitjans de la dècada del 1920, període en què el sud de Bahia es va fer conegut per la seva pròpia cultura, marcada per la lluita per la terra, els jagunços i el luxe dels coronels de cacau. La perspectiva de la riquesa va determinar l'arribada de molts immigrants d'altres regions de Bahia i Sergipe, augmentant la població de la zona.

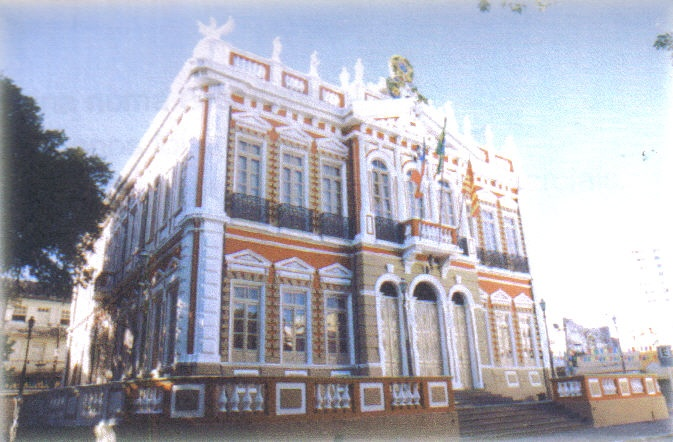
Palau de Paranaguá

En aquesta època es va iniciar la construcció de bonics edificis públics, com el Palácio do Paranaguá, que encara acull l'Ajuntament, i la seu de l'Associació Comercial d'Ilhéus; cases precioses, com la propietat del coronel Misael Tavares i la família Berbert, una còpia del Palau de Catete de Rio de Janeiro, i moltes altres.
A la dècada del 1920, Ilhéus estava ple de gent, diners, luxe i riquesa. En aquesta època es va construir l'edifici «Ilhéos Hotel», el primer edifici de l'interior del Nord-est amb ascensor, una obra imponent encara avui, i el Teatre Municipal, considerat, aleshores, un dels millor equipats del interior del Nord-est i fora de les capitals. Els individus amb més poder adquisitiu estaven atents als refinats costums i modes de la Capital Federal, la ciutat de Rio de Janeiro, i també als que es practicaven a Europa. Tot venia d'Europa en vaixells.
Durant aquest període s'exportava cacau pel port de Salvador, provocant problemes com dificultats en el transport, pèrdua de qualitat i pes del producte. L'any 1924, els agricultors de cacau van iniciar, amb recursos propis, la construcció del port d'Ilhéus, i es va començar a fer l'exportació de cacau des d'aquesta ciutat, que va comportar la presència d'estrangers i un intercanvi cultural amb els països europeus. En aquesta època venien ballarines, mags i també aventurers per divertir a la gent que tenia diners.
La riquesa derivada del cicle del cacau va impulsar l'elevació de vil·la de Ilhéus a la categoria de ciutat i va aconseguir que es convertís en una de les ciutats més importants de Bahia. Ilhéus no només va drenar la producció regional sinó que era en aquell moment el major productor de cacau de l'estat, a més de desencadenar la formació de diverses altres ciutats productores de cacau als voltants, que van contribuir a establir el producte en l'escenari econòmic de Bahia i del Brasil.
La producció de cacau va començar a passar a un segon pla després que els britànics comencessin a plantar cacau a la Costa d'Or, a l'Àfrica occidental. Aquesta producció va acabar debilitant les regions productores de cacau del Brasil:
| « | És cert que el Brasil va continuar augmentant la seva producció [després del desenvolupament del cacau a la Costa d'Or]: en valor aproximat, 21.000 tones el 1905, 45.000 el 1915, 64.500 el 1925. Però aquests augments van resultar ser insignificants en comparació amb el valor de producció de la colònia anglesa. Només perquè us feu una idea, durant la segona república, l'any 1935, vam produir 100.000 tones, enfront de 260.000 a la Costa d'Or. Vam mantenir el segon lloc del món, però un segon lloc molt mediocre, molt llunyà. | » |

### El segon cicle del cacau

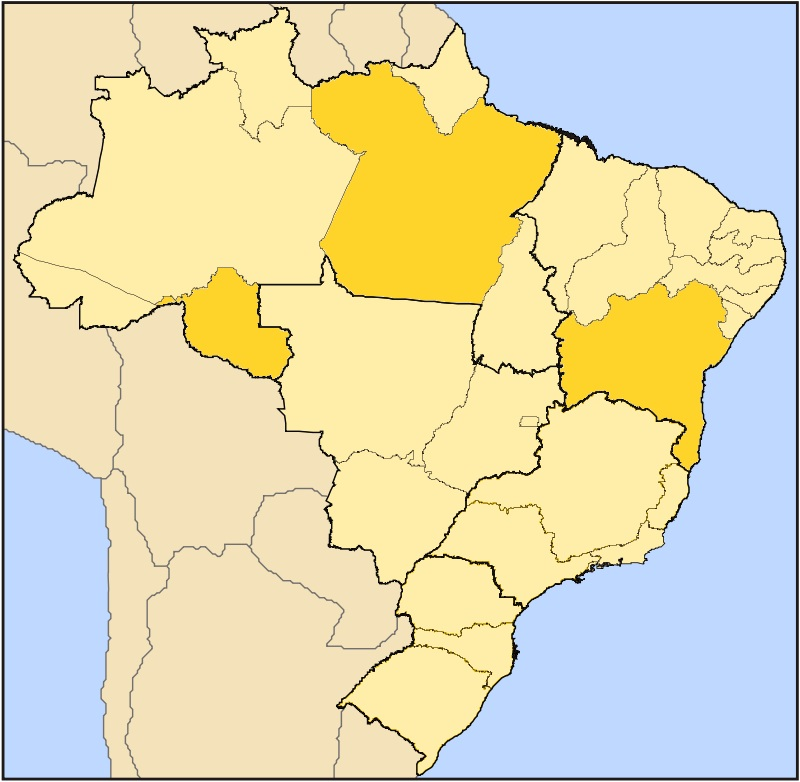
Principals estats productors de cacau al Brasil

Fins a finals de la dècada del 1920, l'economia del cacau no tenia cap regulació ni protecció estatal. Això comença amb la fundació l'any 1931 de l'Instituto de Cacau da Bahia (ICB), iniciant l'anomenat «segon cicle», que s'allargaria fins al 1957, quan es va produir una nova crisi i va ser creat el Comitè Executiu del Pla de Plantació del Cacau (CEPLAC).
En el context de la crisi econòmica de 1929, va sorgir l'ICB amb l'objectiu de finançar i promoure la comercialització del cacau. La seva primera dècada d'activitat va ser molt exitosa, registrant un augment de la producció superior al 100% a través de l'ampliació de la superfície conreada i atenent els principals problemes del cultiu: transport, comercialització i finançament. A principis de la dècada del 1940, el cultiu es va tornar a consolidar.
Malgrat les dificultats que es van trobar en les dècades següents, entre elles la caiguda dels preus internacionals, les plagues i les sequeres, el cacau va continuar sent un important generador de divises per al país. Només entre 1953 i 1960, les exportacions de Bahia van generar uns 104 milions de dòlars, la qual cosa va constituir el segon ingressos més gran de l'agenda d'exportació brasilera. Tanmateix, com a subproducte d'una economia de monocultiu, segons Gustavo Barreto Franco, la regió va experimentar «totes les conseqüències d'aquesta condició: dependència del mercat exterior, importació de productes de primera necessitat, burgesia dominant, explotació de la mà d'obra dels treballadors rurals i desigualtat social sorprenent».
Mentrestant, l'ICB començava a decaure com a organisme regulador i de foment. Des de 1941, transformat en autarquia d'estat, es va enfonsar en disputes polítiques, va patir la manca de recursos i va perdre credibilitat. Per empitjorar les coses, el 1957 una nova crisi va fer baixar la productivitat i els preus internacionals. Segons Gustavo Barreto Franco, «els productors estaven empobrits, endeutats i desenganyats, pensant que era el final del cicle del cacau». La creació el mateix any de la CEPLAC, institució pública de recerca vinculada al Ministeri d'Agricultura, va ser una intervenció d'urgència del govern federal. Al mateix temps, el govern va determinar el paper directe de la Cartera de Comerç Exterior del Banco do Brasil en les operacions comercials de cacau.

### El control federal

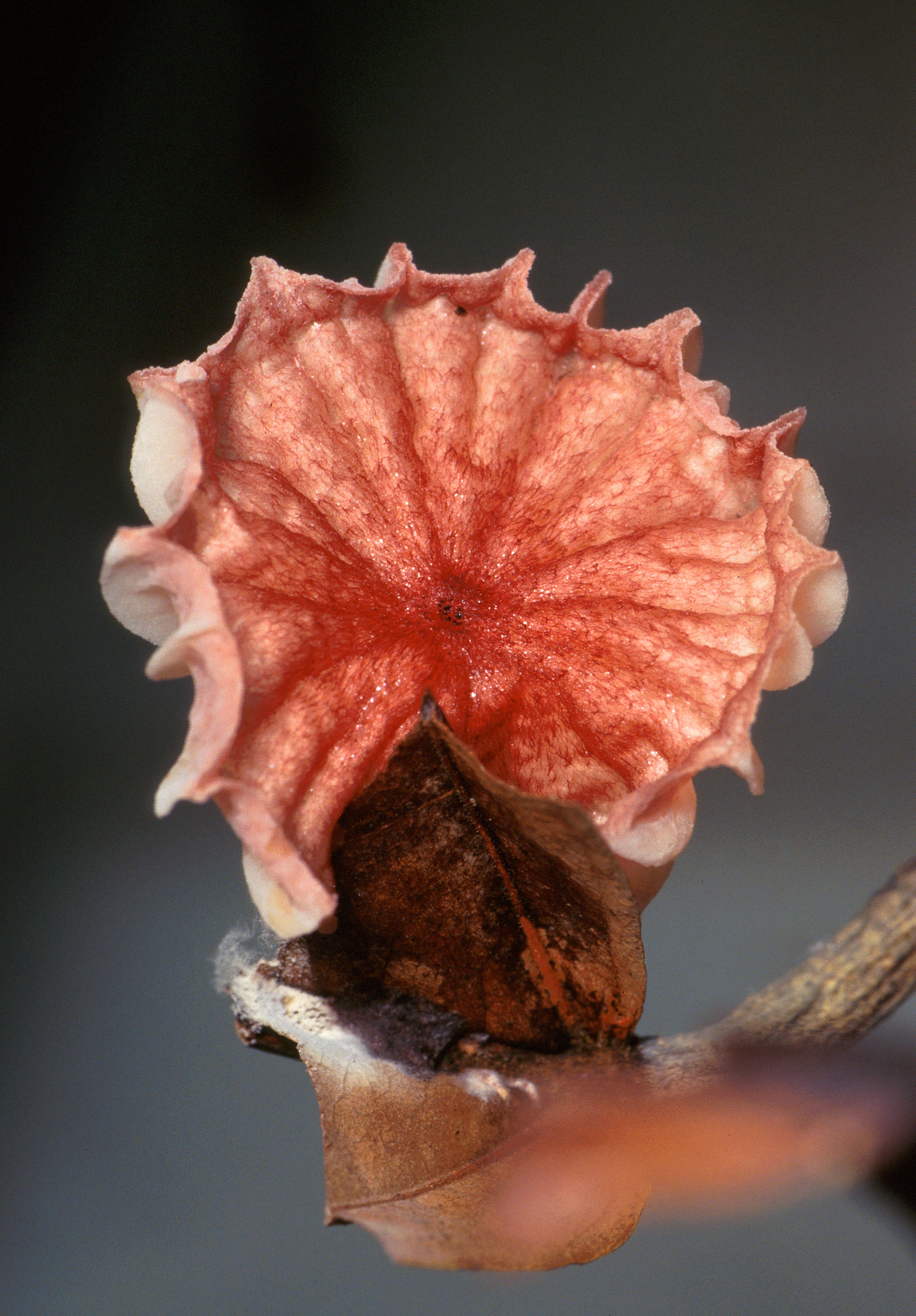
Una vassoura-de-bruxa (Crinipellis perniciosa)

Els productors de Bahia es van resistir a la intervenció federal i van continuar veient l'ICB com l'únic òrgan legítim de representació del sector. El 1961, el govern federal va reforçar el paper de lideratge de la CEPLAC mitjançant la creació d'una taxa de retenció de divises. A partir d'aquí, la CEPLAC es consolidaria amb un pla d'acció organitzat, un cos de treballadors efectius i una base econòmica estable. L'any 1962, vinculat a CEPLAC, es va crear el Centro de Pesquisas do Cacau (Centre de Recerca del Cacau, CEPEC). L'any 1964 es crea el Departament d'Extensió Rural i, l'any 1965, l'Escola Tècnica. Així, CEPLAC va assumir un protagonisme en la recerca científica, la creació de noves tècniques i tecnologies, la difusió del coneixement i la modernització del sistema productiu. Els productors també es van beneficiar de la creació l'any 1965 del Sistema Nacional de Crèdit Rural, que oferia un gran volum de finançament, tipus d'interès negatius i terminis de pagament flexibles.
A la dècada del 1970, el govern va donar nous incentius a l'exportació, i l'any 1976 va crear el Programa e Diretrizes para Expansão da Cacauicultura (Programa i Directrius per a l'expansió del cultiu del cacau, PROCACAU), amb l'objectiu de revitalitzar 150.000 hectàrees de plantacions en descomposició i crear 300.000 hectàrees de noves zones productores en altres estats. Entre 1977 i 1979 el cacau va generar uns 2.400 milions de dòlars estatunidencs. Es van collir més de 400.000 tones de llavors de cacau al país en la collita rècord de 1984-1985, la qual cosa va generar ingressos en divises de 1.000 milions de dòlars estatunidencs.
L'any 1989 va començar una altra crisi amb l'arribada de la plaga de la vassoura-de-bruxa (escombra de bruixes) (Crinipellis perniciosa), endèmica del continent, un fong que ataca les fulles dels arbres i provoca una caiguda de la producció, que va passar de 400 mil tones a 98 mil tones en 2000, endarrerint la producció amazònica. El resultat de la plaga va ser l'atur d'unes 200.000 persones, l'èxode rural, la degradació dels recursos naturals, la devaluació de la terra, l'endeutament dels productors i l'empobriment de la població.
La CEPLAC va impulsar estratègies basades en quatre tipus de control de plagues. En el control genètic, les plantes clonades són més resistents a la vassoura-de-bruxa. Els experts van indicar que la baixa variabilitat genètica dels arbres els feia vulnerables a la plaga.
També han aparegut altres plagues: el mal do facão (malaltia del matxet), provocada pel fong Ceratocystis cacaofunesta, l'acaro da gema (àcar del rovell) i la podridão parda (podrició bruna), provocada pel fong Phytophthora palmivora, que ataca els fruits. La situació del conreu esdevingué crítica, empitjorada per la gran expansió de la producció de cacau a Àsia i la gran caiguda dels preus internacionals.
La recuperació de l'última crisi ha estat difícil, i l'Amazònia es va posar al capdavant produint el 53,2% del cacau brasiler. A causa de plagues i altres problemes, el 2020 la productivitat per hectàrea del Nord-est va ser la més baixa de totes les regions productores, que actualment inclouen el Centre-Oest i petites àrees al nord de Minas Gerais i Espírito Santo. Sumant a la producció total, l'any 2020 Brasil va ser el setè productor mundial, amb 265 mil tones, principalment subministrant el mercat interior, amb 72,5 mil tones destinades a l'exportació. El 2021, el Ministeri d'Agricultura va anunciar un programa per augmentar la producció brasilera en 60.000 tones en quatre anys.

## Representacions culturals

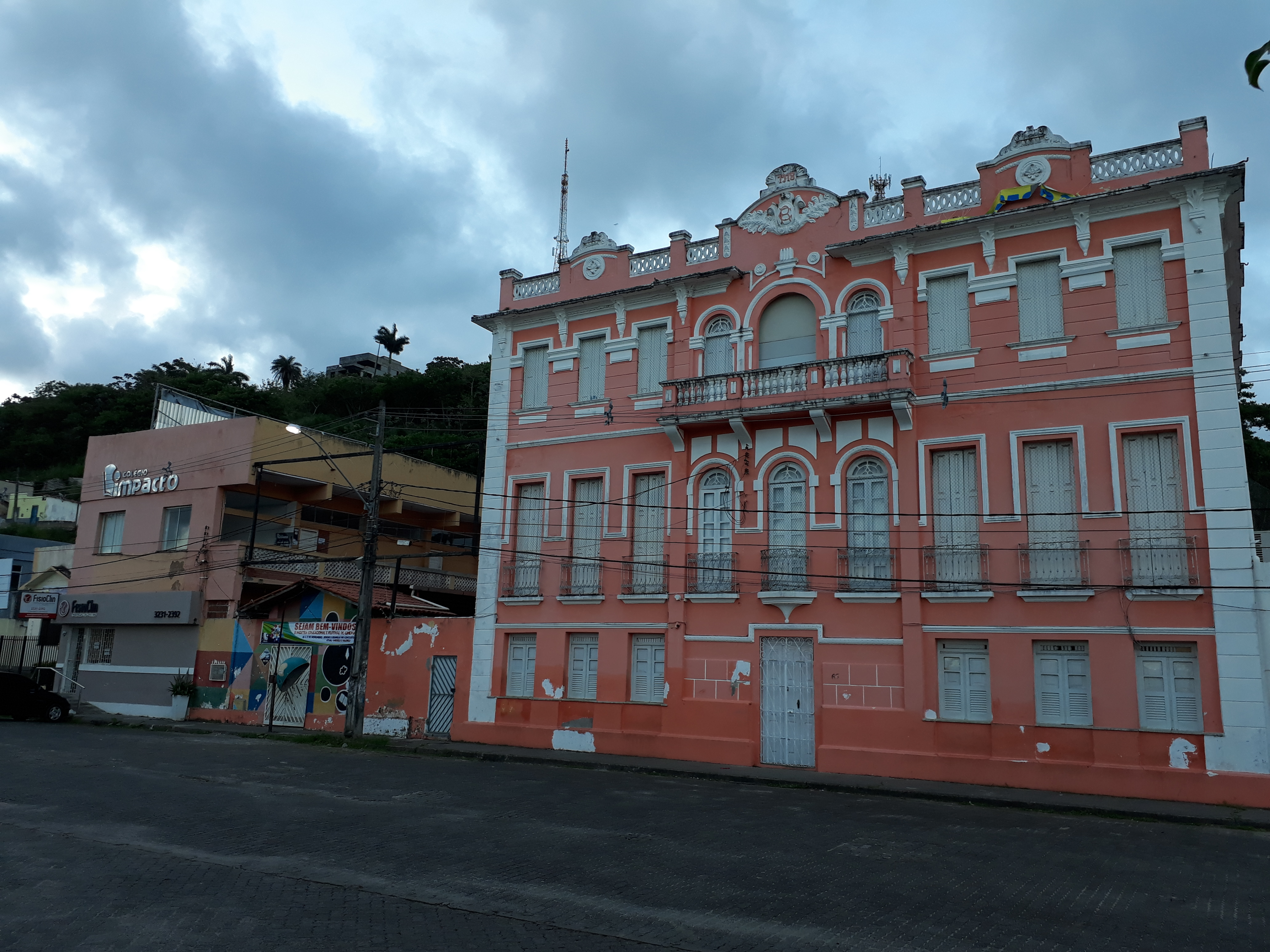
Palau del coronel Berbert, actualment ocupat pel Colégio Impacto

L'escriptor Jorge Amado va ser el narrador principal de la literatura de la zona del cacau, rerefons de la infantesa de l'autor. Amb les obres Cacau (1932), Terras do Sem-Fim (1942), São Jorge dos Ilhéus (1944) i Gabriela, cravo e canela (1958), on es va centrar sobretot en les lluites pel poder dels «coronels del cacau» i el cacau com a referent que va originar drames, tot un imaginari cultural i un context social injust i violent, Amado va ser l'encarregat d'introduir el tema del cicle del cacau en la literatura regionalista brasilera en la prosa i en la poesia. Jorge Medauar, Telmo Padilha, Florisvaldo Matos, Plínio Aguiar, Cyro de Mattos, Adonias Filho i altres també van treballar amb aquesta temàtica en diferents enfocaments.
Obres com Terras do Sem-Fim (1943) i Gabriela Cravo e Canela (1958) van ser adaptades com a telenovel·les. La telenovela Renascer (1993) també va abordar el cultiu del cacau.